# Камбио 90
Камбио 90 (исп. Cambio 90, «Перемены 90») — бывшая правая политическая партия Перу. Партия была основана в 1989 году Альберто Фухимори и вошла в перуанскую политику в начале 1990-х годов. С июня 1991 года стала ведущей политической силой страны. В 1990—2000 годы была правящей партией Перу.

## История
Успех партии во многом зависел от успеха кандидата в президенты Альберто Фухимори, который с 1984 по 1989 год был сельскохозяйственным инженером и ректором Национального аграрного университета в округе Ла Молина в столице страны Лиме и в начале своей политической карьеры выступал как политический аутсайдер, не связанный с политическими кругами Перу.
Одновременно Камбио 90 стала успешной партией благодаря своей эклектичной политической базы и активной кампанией на низовом уровне. Двумя главными её столпами были Перуанская ассоциация Перуанская ассоциация средних и малых предприятий и ассоциированные с ними работники и евангелическое движение. Менее 4 % перуанского населения были протестантами, но евангелисты были чрезвычайно активны на низовом уровне, особенно в районах, где традиционные партии были слабы, таких как городские трущобы, Пуэбло-Ховенес и сельские районы в горах. Хотя партия начала свою деятельность только в январе 1990 года, к моменту выборов в ее состав входило 200 тыс. членов.
Организация Камбио 90 была больше похожа на широкий фронт, чем на традиционную политическую партию. Её способность к объединению была поставлена под сомнение в течение нескольких недель после прихода к власти. Две базы поддержки Камбио 90 практически не имели ничего общего, кроме противостояния Марио Варгасу Льосе. Связь партии с Фухимори оказались в значительной степени нарушены, когда Фухимори выбрал ортодоксальную программу экономического шока. Менее чем через шесть месяцев после своего правления Фухимори порвал со многими из своих сторонников в Камбио 90, включая второго вице-президента и лидера евангельского движения Карлоса Гарсию и Гарсию и Перуанскую ассоциацию средних и малых предприятий. Члены Перуанской ассоциации средних и малых предприятий были разочарованы в Фухимори, потому что малым предприятиям угрожало резкое повышение цен из-за открытия перуанского рынка для иностранных конкурентов, что стало последствием шоковой программы Фухимори.
На парламентских выборах 2001 года партия получила лишь 4,8 % голосов избирателей и 3 из 120 мест в Конгрессе Республики.
Прекратила своё существование в 2013 году.

## Участие в выборах

### Президентские выборы
| Год выборов | Кандидат                                                  | Голосов   | %       | Голосов   | %       | Результат |
| Год выборов | Кандидат                                                  | 1-й тур   | 1-й тур | 2-й тур   | 2-й тур | Результат |
| ----------- | --------------------------------------------------------- | --------- | ------- | --------- | ------- | --------- |
| 1990        | Альберто Фухимори                                         | 1 932 208 | 29,1 %  | 4 478 897 | 62,4 %  | Победа    |
| 1995        | Альберто Фухимори                                         | 4 645 279 | 64,3 %  |           |         | Победа    |
| 2000        | Альберто Фухимори                                         | 5 528 568 | 49,9 %  | 6 041 685 | 74,3 %  | Победа    |
| 2006        | Марта Чавес (Альянс за будущее)                           | 912 420   | 7,4 %   |           |         | Поражение |
| 2011        | Луис Кастаньедо Лоссио (Альянс национальной солидарности) | 1 440 143 | 9,8 %   |           |         | Поражение |

### Парламентские выборы

#### Конгресс
| Год выборов | Голосов                                      | %      | Конгресс Республики |
| ----------- | -------------------------------------------- | ------ | ------------------- |
| 1990        | 819 527                                      | 16,5 % | 32 из 180           |
| 1995        | 2 193 724                                    | 51,1 % | 67 из 120           |
| 2000        | 4 189 018 (альянс Перу 2000)                 | 42,2 % | 32 из 180           |
| 2001        | 452 696                                      | 4,8 %  | 3 из 120            |
| 2006        | 1 408 055 (Альянс за будущее)                | 13,1 % | 13 из 120           |
| 2011        | 1 311 766 (Альянс национальной солидарности) | 10,2 % | 9 из 130            |

#### Сенат
| Год выборов | Голосов   | %      | Сенат    |
| ----------- | --------- | ------ | -------- |
| 1990        | 1 240 132 | 21,7 % | 14 из 62 |